# Martin Stropnický
Martin Stropnický, né le 19 décembre 1956 à Prague, est un homme politique, diplomate, écrivain, réalisateur et acteur tchèque membre de l'Action des citoyens mécontents (ANO 2011).

## Biographie

### Situation personnelle
Après avoir été ambassadeur tchèque au Portugal entre 1993 et 1994, puis en Italie jusqu'en 1997, il est ministre de la Culture dans le gouvernement de l'indépendant Josef Tošovský en 1998. En 1999, il devient ambassadeur auprès du Vatican jusqu'en 2002.

### Parcours politique

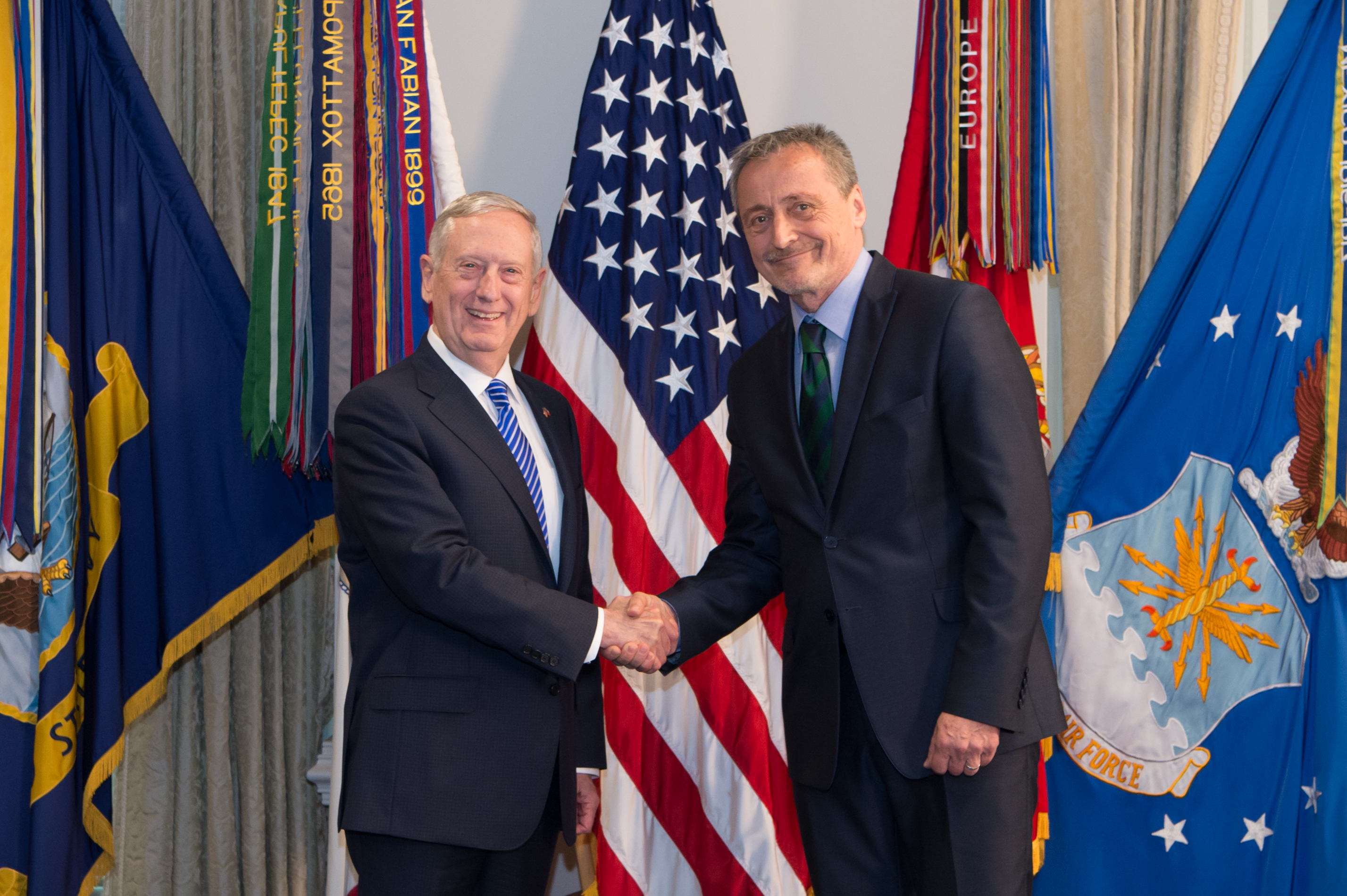
Martin Stropnický et James Mattis en mai 2017.

Lors des élections législatives anticipées des 25 et 26 octobre 2013, il est élu député à la Chambre des députés.
Il est ministre de la Défense entre 2014 et 2017 puis ministre des Affaires étrangères de 2017 à 2018.